# Upsete (przystanek kolejowy)
Upsete – kolejowy przystanek osobowy w Upsete, w regionie Hordaland w Norwegii, jest oddalona od Oslo Sentralstasjon o 342,15 km. Znajduje się na wysokości 850,2 m n.p.m.

## Ruch pasażerski
Należy do linii Bergensbanen, Jest elementem kolei aglomeracyjnej w Bergen i obsługuje lokalny ruch do Bergen, Voss i Myrdal. W ciągu dnia odchodzi z niej ok. 3 pociągów (nie wszystkie pociągi SKM).

## Obsługa pasażerów
Poczekalnia, WC. Odprawa podróżnych odbywa się w pociągu.